# كهوف بيرتوسا
كهوف بيرتوسا  ((بالإيطالية: Grotte di Pertosa)‏), co-officially named Pertosa-Auletta Caves ((بالإيطالية: Grotte di Pertosa-Auletta)‏) منذ عام  2012 اعتبرت الكهوف تحت نظام كهوف استعراضة كارستية.تقع الكهوف في قرية بيرتوسا الإيطالية,مقاطعة ساليرنو، كامبانيا,.

## نظرة عامة
الكهوف سميت أيضًا باسم Grotte dell'Angelo مثل العديد من الفراغات الإيطالية على شرف القديس ميخائيل ، تمتد أيضًا إلى أراضي Auletta و Polla. 
تقع على الجانب الشرقي من جبال Alburni ، في منطقة Muraglione، على بعد 3 كـم (1.9 ميل) جنوب بيرتوسا وعلى مقربة من محطة السكك الحديدية. نظرا لوجود نهر تاناغرو فإن الكهوف غنية بالمياه وبعد المدخل الرئيسي توجد بحيرة تحت الأرض.

## صور

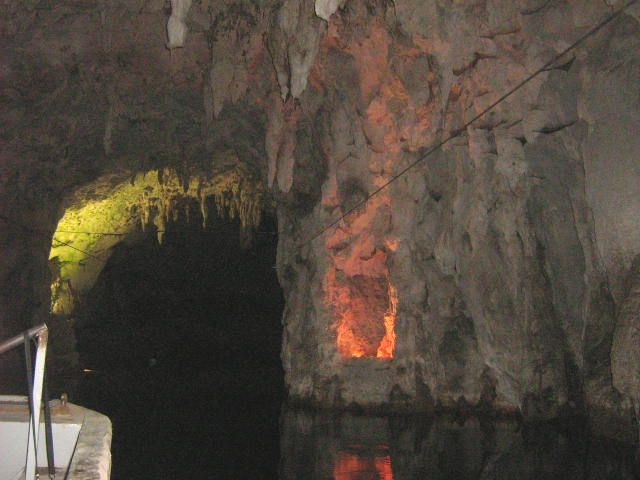
على بحيرة تحت الأرض
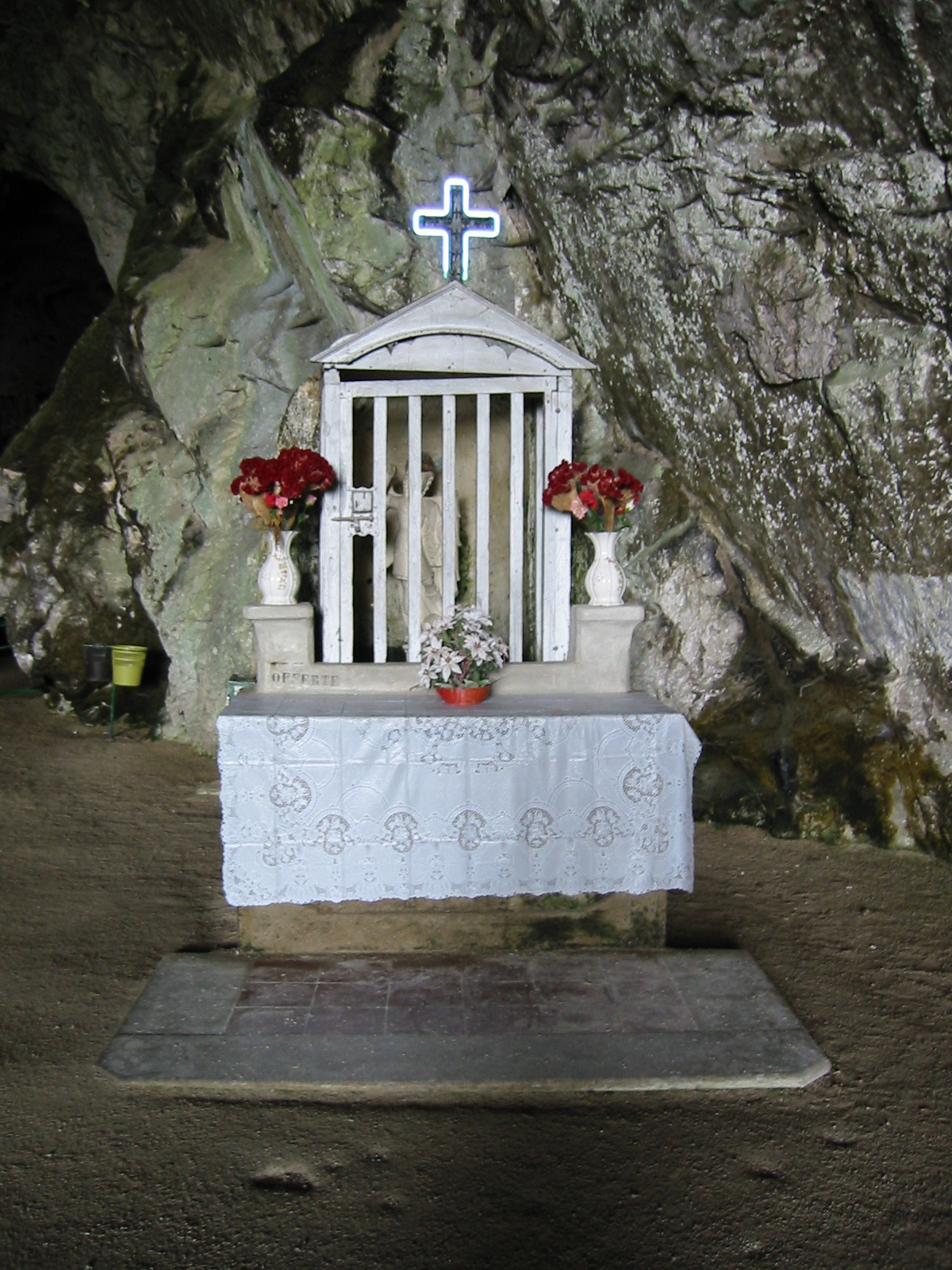
مصلى إلى الملائكة ميخائيل
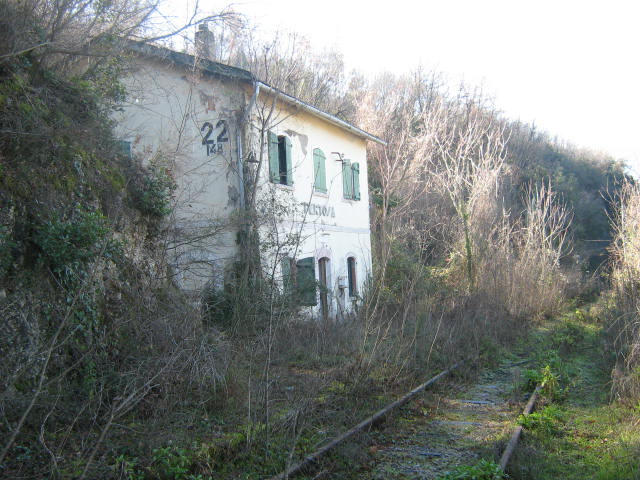
Pertosa محطة سكة حديد فقط في الجزء العلوي من الكهف التلال
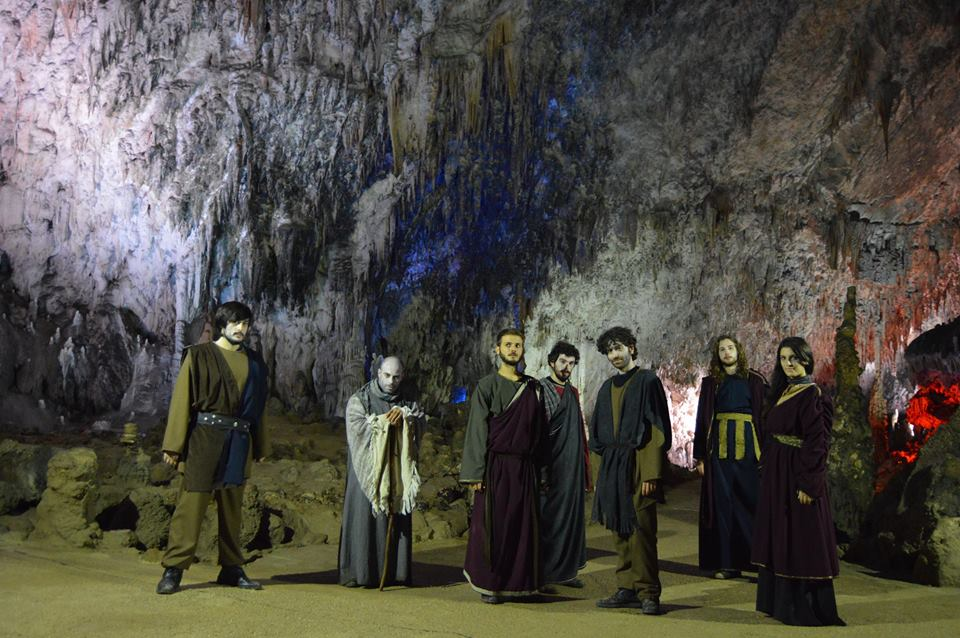

## السينما
في كهوف بيرتوسا تم تصوير بعض المشاهد من فيلم الرعب الإيطالي  «شبح الأوبرا» عام 1998 , للمخرج داريو أرجينتو.